# Histoire du hamburger
 (juillet 2022).
La mise en forme du texte ne suit pas les recommandations de Wikipédia : il faut le « wikifier ».
Les points d'amélioration suivants sont les cas les plus fréquents :
- Les titres sont pré-formatés par le logiciel. Ils ne sont ni en capitales, ni en gras.
- Le texte ne doit pas être écrit en capitales (les noms de famille non plus), ni en gras, ni en italique, ni en « petit »…
- Le gras n'est utilisé que pour surligner le titre de l'article dans l'introduction, une seule fois.
- L'italique est rarement utilisé : mots en langue étrangère, titres d'œuvres, noms de bateaux, etc.
- Les citations ne sont pas en italique mais en corps de texte normal. Elles sont entourées par des guillemets français : « et ».
- Les listes à puces sont à éviter, des paragraphes rédigés étant largement préférés. Les tableaux sont à réserver à la présentation de données structurées (résultats, etc.).
- Les appels de note de bas de page (petits chiffres en exposant, introduits par l'outil «  Source ») sont à placer entre la fin de phrase et le point final[comme ça].
- Les liens internes (vers d'autres articles de Wikipédia) sont à choisir avec parcimonie. Créez des liens vers des articles approfondissant le sujet. Les termes génériques sans rapport avec le sujet sont à éviter, ainsi que les répétitions de liens vers un même terme.
- Les liens externes sont à placer uniquement dans une section « Liens externes », à la fin de l'article. Ces liens sont à choisir avec parcimonie suivant les règles définies. Si un lien sert de source à l'article, son insertion dans le texte est à faire par les notes de bas de page.
- La présentation des références doit suivre les conventions bibliographiques. Il est recommandé d'utiliser les modèles {{Ouvrage}}, {{Chapitre}}, {{Article}}, {{Lien web}} et/ou {{Bibliographie}}. Le mode d'édition visuel peut mettre en forme automatiquement les références.
- Insérer une infobox (cadre d'informations à droite) n'est pas obligatoire pour parachever la mise en page.

Pour une aide détaillée, merci de consulter Aide:Wikification.
Si vous pensez que ces points ont été résolus, vous pouvez retirer ce bandeau et améliorer la mise en forme d'un autre article.
Le hamburger est apparu au XIXe ou au début du XXe siècle. Le hamburger moderne est le produit des besoins culinaires d'une société en pleine mutation du fait de l'industrialisation et de l'émergence de la classe ouvrière et de la classe moyenne, avec pour conséquence la demande d'aliments produits en masse, abordables et pouvant être consommés en dehors du foyer.

## Origine
De nombreuses preuves suggèrent que les États-Unis ou l'Allemagne (la ville de Hambourg) ont été le premier pays où deux tranches de pain et un steak haché ont été combinés en un « sandwich hamburger » et vendus. L'origine du hamburger est controversée car ses deux ingrédients de base, le pain et le bœuf, étaient préparés et consommés séparément depuis de nombreuses années dans différents pays avant d'être combinés. Peu après sa création, le hamburger a rapidement inclus toutes les garnitures qui le caractérisent actuellement, notamment les oignons, la laitue et les cornichons en tranches.
Après diverses controverses au cours du XXe siècle, notamment une controverse nutritionnelle à la fin des années 1990, le hamburger est désormais facilement identifié aux États-Unis et à un style de cuisine particulier, à savoir la restauration rapide. Avec le poulet frit et la tarte aux pommes, le hamburger est devenu une icône culinaire aux États-Unis.

## Popularisation et exportation
La popularité internationale du hamburger témoigne d'une mondialisation plus large de l'alimentation qui comprend également la montée en popularité mondiale d'autres plats nationaux, notamment la pizza italienne, le riz frit chinois et le sushi japonais. Le hamburger s'est répandu d'un continent à l'autre, peut-être parce qu'il correspond à des éléments familiers dans différentes cultures culinaires. Cette culture culinaire mondiale a été produite, en partie, par le concept de vente d'aliments transformés, lancé dans les années 1920 par la chaîne de restaurants White Castle et son fondateur Edgar Waldo « Billy » Ingram, puis affiné par McDonald's dans les années 1940,. Cette expansion mondiale fournit des points de comparaison économiques comme l'indice Big Mac, grâce auquel on peut comparer le pouvoir d'achat des différents pays où le hamburger Big Mac est vendu.